# Administração indireta

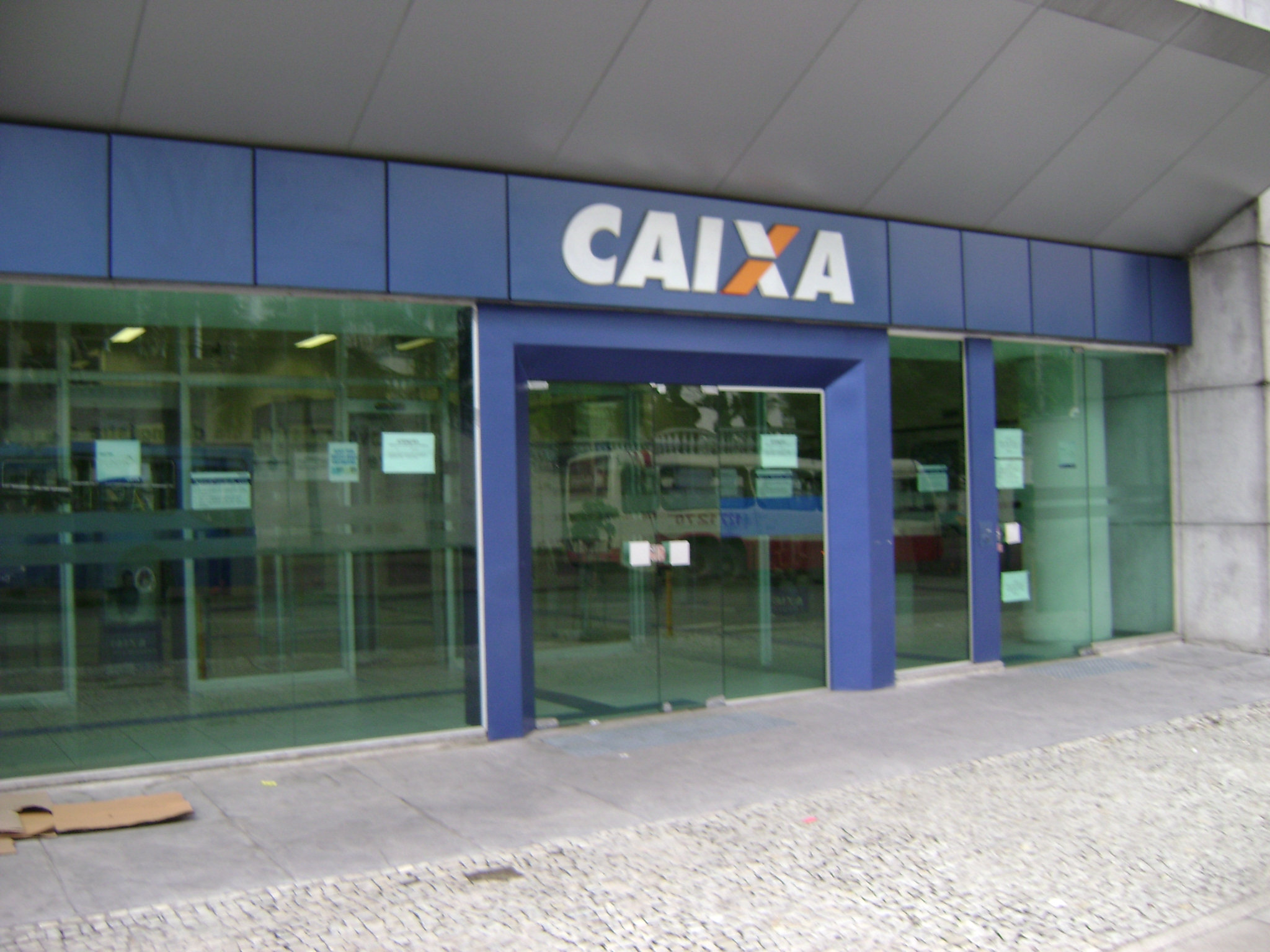
A Caixa Econômica Federal é um exemplo de empresa pública, pertencente à administração indireta federal.

A administração indireta do Estado é o conjunto de pessoas administrativas que, vinculadas à administração direta, têm o objetivo de desempenhar as atividades administrativas de forma descentralizada. Seu objetivo é a execução de algumas tarefas de interesse do Estado por outras pessoas jurídicas. Quando não pretende executar certa atividade através de seus próprios órgãos, o Poder Público transfere a sua titularidade ou execução a outras entidades.
Quando esta delegação é feita por contrato ou mero ato administrativo, encontramos a figura dos concessionários e os permissionários de serviços públicos. Por outro lado, quando é a lei que cria as entidades responsáveis, surge a administração indireta.

## No Brasil
No direito brasileiro, em especial no direito administrativo, de acordo com o inciso II, do art. 4º, do Decreto-lei nº 200/1967, que dispõe sobre a organização da Administração Federal, a administração indireta compreende as seguintes categorias de entidades, dotadas de personalidade jurídica própria:
- autarquias
- empresas públicas
- sociedades de economia mista
- fundações públicas

Conforme a lei nº 11.107/05, também compõem a administração indireta os consórcios públicos de personalidade jurídica de direito público, também conhecidos como associações públicas. No entanto, tais entidades possuem natureza jurídica de autarquia, pois a elas são atribuídas todas as prerrogativas que a ordem jurídica dispensa às autarquias em geral. Diz o § 1º do art. 6º da referida lei:
"O consórcio público com personalidade jurídica de direito público integra a administração indireta de todos os entes da Federação consorciados."
Vê-se que a administração indireta é formada por pessoas jurídicas, também denominadas de entidades. Ainda no direito brasileiro, a Lei nº 9784/99 define entidade como "a unidade de atuação dotada de personalidade jurídica".

## Em Portugal
No direito português, são exemplos de entidades da administração indireta os institutos públicos e as entidades públicas empresariais.